# キワタ
キワタ（木棉）は、アオイ科（クロンキスト体系や新エングラー体系ではパンヤ科）キワタ属の1種の落葉高木である。学名 Bombax ceiba。なお、同じ科にキワタの種小名と同じ属名のセイバ属 Ceiba があるので注意。
和名キワタは「木に生る綿」の意味であり、漢字では木棉で「もくめん」とも読むが、「もめん」と読んではならない。紅棉（こうめん）、コットンツリー (cotton tree)、攀枝花・斑枝花（はんしか）。ワタノキ、インドワタノキとも言うが、この呼び名は同科の別種パンヤ Ceiba pentandra としばしば混同される。

## 分布
熱帯アジア原産（パンヤはアメリカ・アフリカ原産）。中国では古代から栽培されている。

## 特徴
トックリキワタに似て、綿に包まれた種子を飛ばし、幹に棘がある個体も多いが、幹がトックリ型にならないことや、葉がやや大型で鋸歯がなく、小葉柄が明瞭な点で区別できる。
鮮やかな赤色をした肉質の五弁花を春に咲かせる。花は木棉花（もくめんか）・紅棉花（こうめんか）と呼び、五花茶などの涼茶（ハーブティー）に使われる。
種子には白い毛が生えており、枕、布団の綿などとして使う。

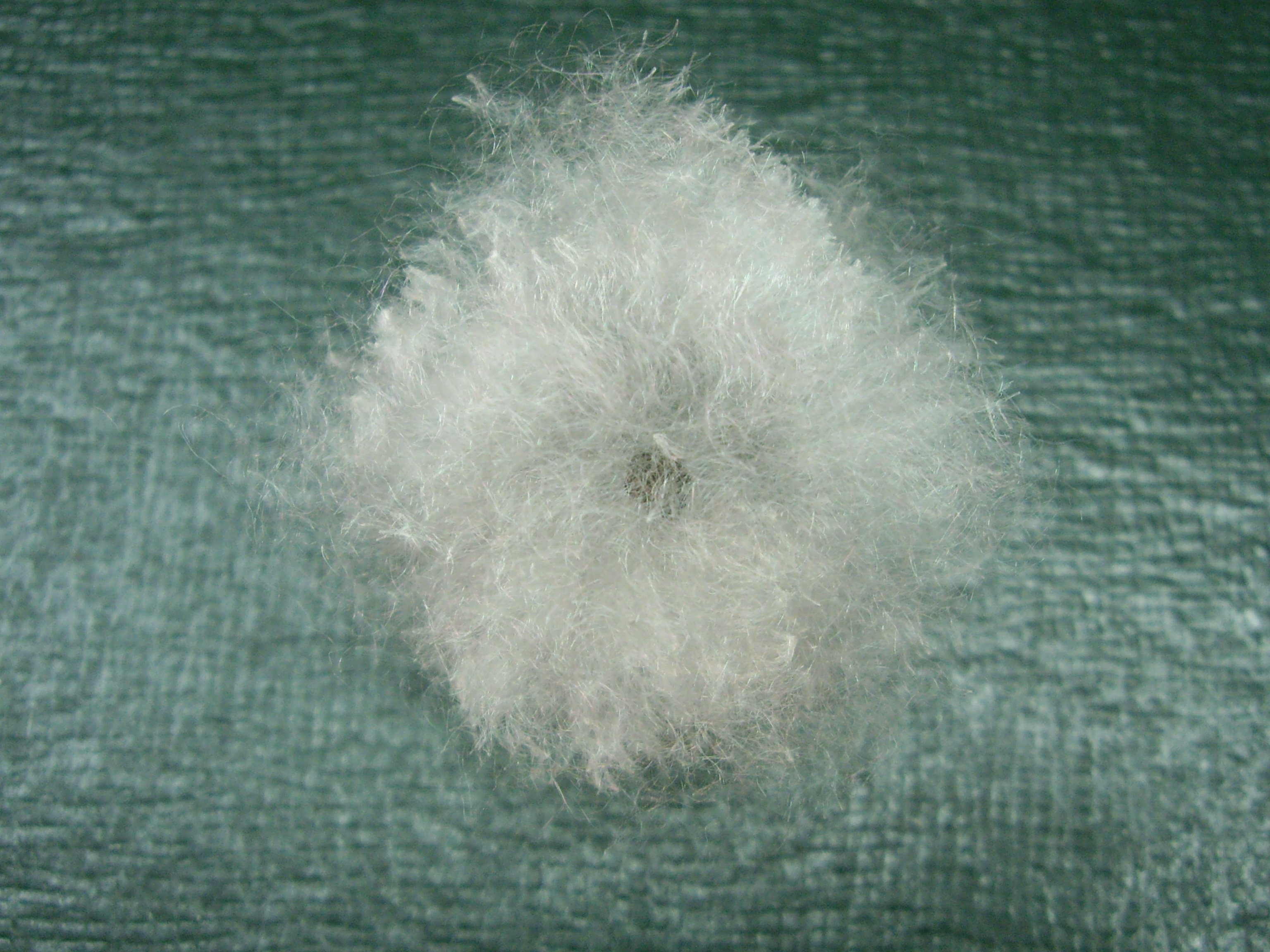
キワタの種子
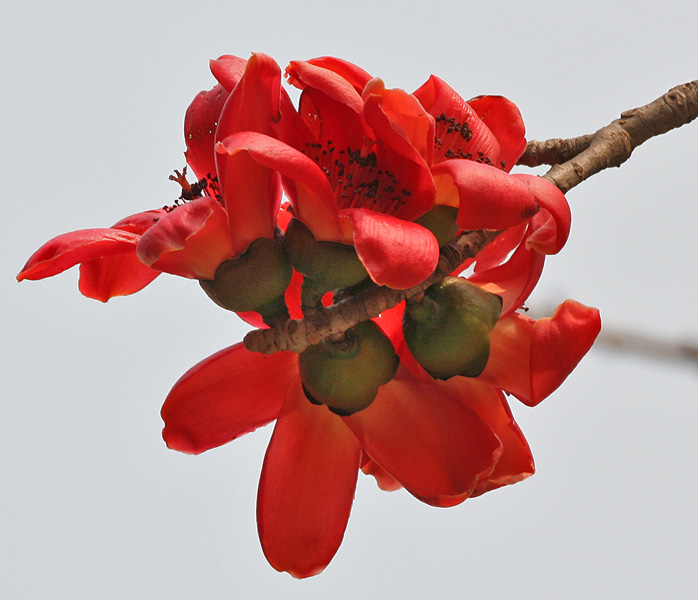
キワタの花（木棉花）
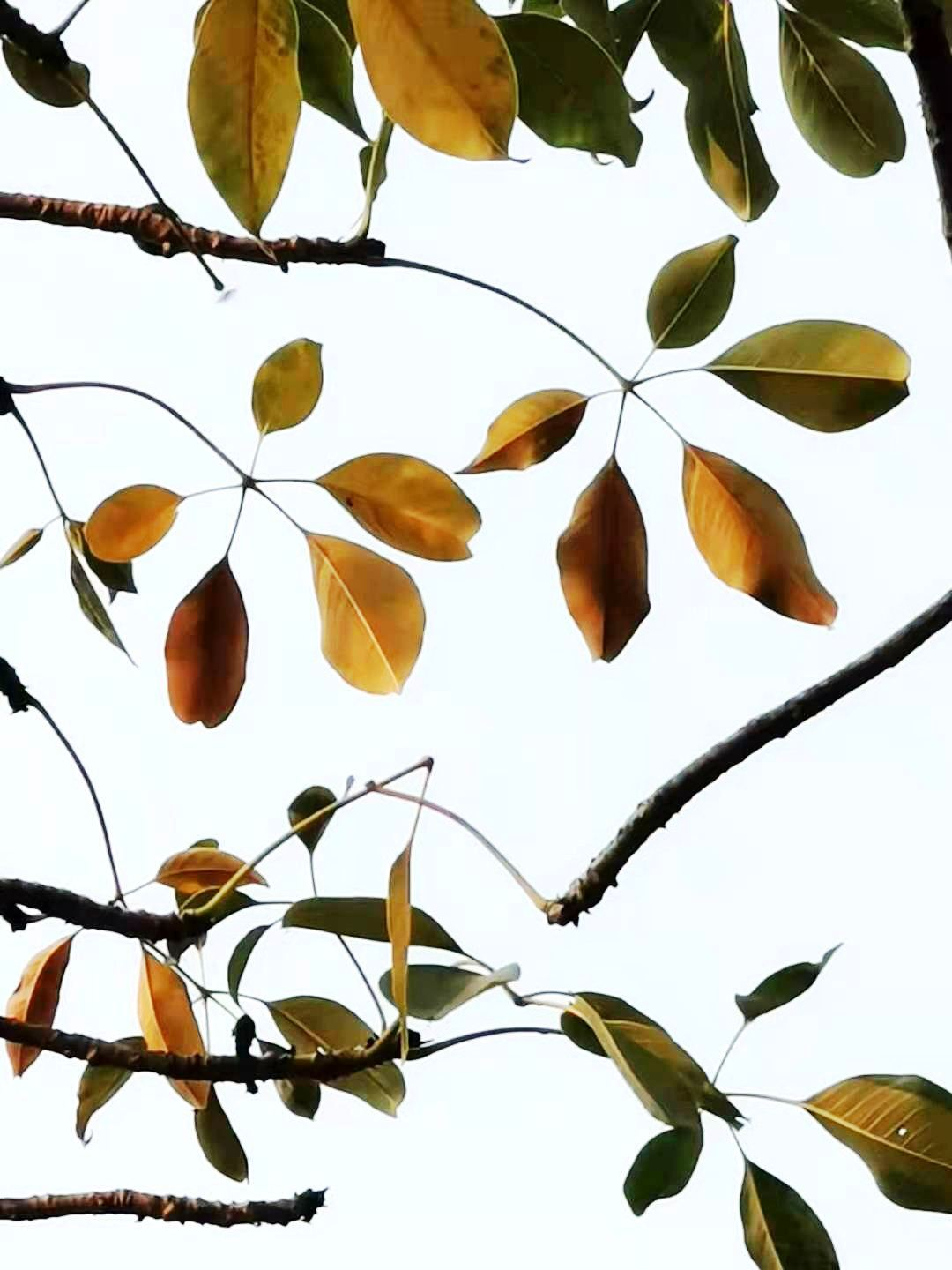
葉
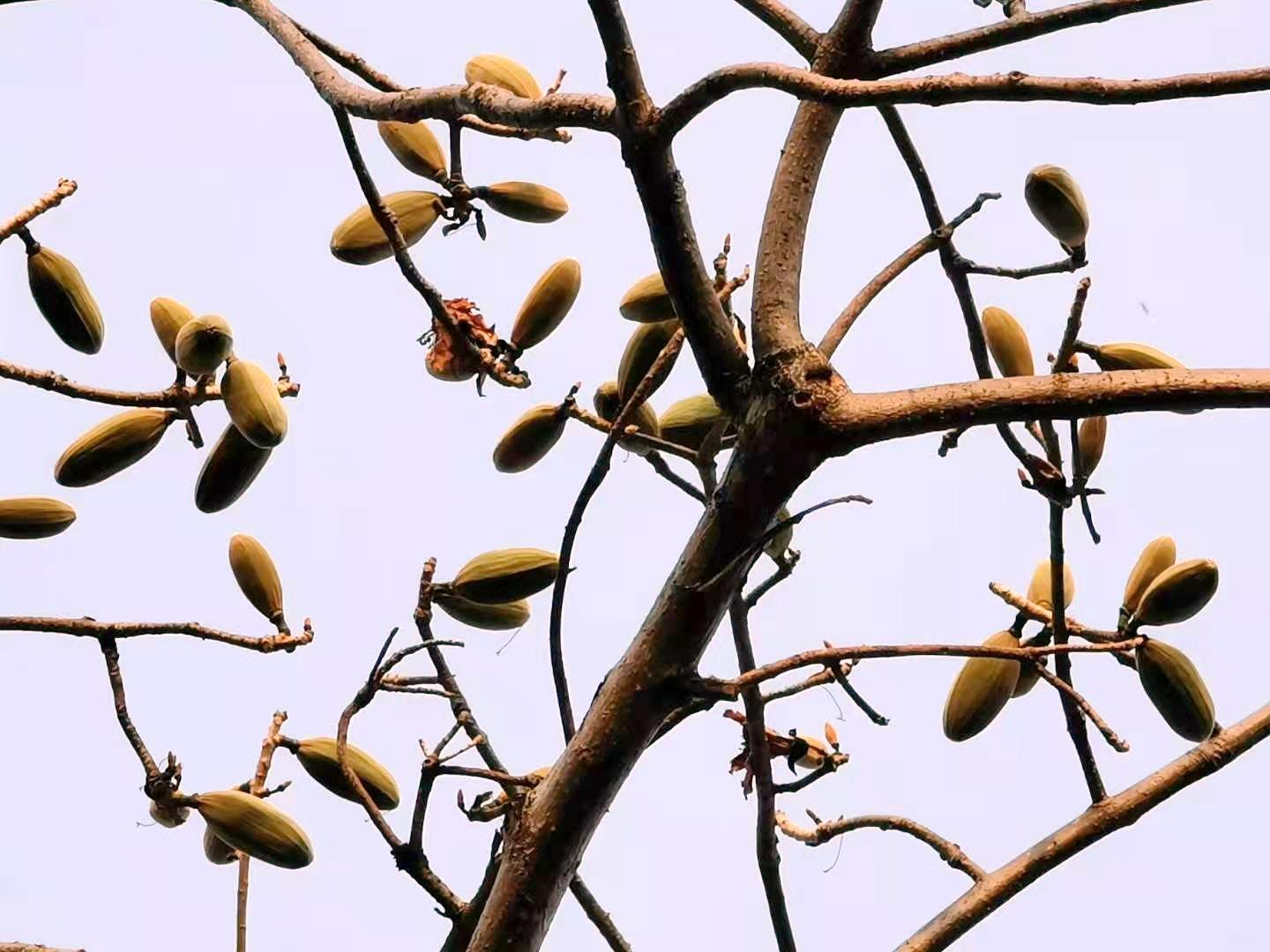
フルーツ

## 文化
キワタの花は広東省広州市、潮州市、四川省攀枝花市、台湾高雄市などの市花であり、金門県の県花である。また、広州市を拠点とする中国南方航空のシンボルマークのモチーフになっており、同社の機体の垂直尾翼に描かれている。
桜のように、花が葉よりも先に開き、幹がまっすぐなことが多いため、中国では英雄の木とも見なされている。香港の作曲家・歌手であるテディ・ロビンは、「紅棉」という楽曲で、中国人の気骨のイメージにこの木を取り上げている。